# Velîka Sevasteanivka, Hrîstînivka
Velîka Sevasteanivka (în ucraineană Велика Севастянівка) este o comună în raionul Hrîstînivka, regiunea Cerkasî, Ucraina, formată numai din satul de reședință.

## Demografie
Componența lingvistică a comunei Velîka Sevasteanivka
     Ucraineană (98,3%)
     Rusă (1,63%)
     Alte limbi (0,03%)
Conform recensământului din 2001, majoritatea populației comunei Velîka Sevasteanivka era vorbitoare de ucraineană (98,3%), existând în minoritate și vorbitori de rusă (1,63%).